# 烏丸光政
烏丸光政（からすまる みつまさ、文化9年（1812年）5月22日 - 文久3年（1863年）9月21日）は、幕末の公卿。

## 官歴
- 文化11年（1814年）：従五位下
- 文化14年（1817年）：従五位上
- 文政3年（1820年）：正五位下
- 文政4年（1821年）：侍従
- 文政7年（1824年）：正五位上、右少弁
- 文政10年（1827年）：補蔵人、右衛門権佐
- 文政11年（1828年）：御祈奉行
- 天保6年（1835年）：右中弁
- 天保8年（1837年）：左中弁
- 天保9年（1838年）：正四位下、補蔵人頭
- 天保10年（1839年）：正四位上
- 天保11年（1840年）：神宮弁、春宮亮
- 天保13年（1842年）：左大弁
- 弘化元年（1844年）：参議
- 弘化2年（1845年）：従三位
- 嘉永元年（1848年）：右衛門督
- 嘉永2年（1849年）：正三位
- 嘉永3年（1850年）：権中納言
- 嘉永4年（1851年）：踏歌節会外弁
- 嘉永5年（1852年）：従二位
- 安政2年（1855年）：正二位
- 安政5年（1858年）：権大納言
- 万延元年（1860年）：踏歌節会内弁
- 文久3年（1863年）：従一位

## 系譜
- 実父：勘解由小路資善
- 養父：烏丸資董
- 子：烏丸光徳